# Акуленко, Владимир Евтихиевич
Влади́мир Евти́хиевич Аку́ленко (1922, Бучки, Новгород-Северский район — 22 октября 1944, Елгава) — советский лётчик, участник Великой Отечественной войны, командир штурмовой авиационной эскадрильи 955-го штурмового авиационного полка 305-й штурмовой авиационной дивизии 14-й воздушной армии 3-го Прибалтийского фронта, Герой Советского Союза (23.02.1945, посмертно), старший лейтенант.

## Биография
Родился в 1922 году в селе Бучки ныне Новгород-Северского района Черниговской области в семье крестьянина. Украинец. Кандидат в члены ВКП(б) с 1941 года. Окончил среднюю школу.
В 1940 году призван в ряды Красной Армии. В 1941 году окончил Ворошиловградскую военно-авиационную школу пилотов. Служил лётчиком-инструктором в Краснодарском военно-авиационном училище. В боях Великой Отечественной войны с 1942 года. Воевал на Северо-Западном, Юго-Западном, 3-м Украинском и 3-м Прибалтийском фронтах.
К сентябрю 1944 года командир эскадрильи 955-го штурмового авиационного полка старший лейтенант В. Е. Акуленко совершил 104 боевых вылета, уничтожил 6 танков, 4 самолёта, 8 орудий, 30 автомашин, 8 железнодорожных вагонов, паровоз, взорвал 3 склада с боеприпасами, нанёс противнику большой урон в живой силе.
27 октября 1944 года Владимир Евтихиевич Акуленко погиб при выполнении очередного боевого задания. Похоронен в городе Елгава Латвии.

Указом Президиума Верховного Совета СССР от 23 февраля 1945 года за образцовое выполнение боевых заданий командования по уничтожению живой силы и техники противника и проявленные при этом мужество и героизм старшему лейтенанту Владимиру Евтихиевичу Акуленко посмертно присвоено звание Героя Советского Союза.

## Награды
Имеет следующие награды:
- Медаль «Золотая Звезда» Героя Советского Союза.
- Орден Ленина.
- Два ордена Красного Знамени.
- Два ордена Отечественной войны I степени.
- Орден Отечественной войны II степени.
- Орден Красной Звезды.
- Медали.

## Память
- Бюст Героя установлен в городе Новгород-Северский на Аллее Славы парка имени Тараса Шевченко[6].
- Именем Акуленко названа улица в городе Новгороде-Северском.